# Martin Åberg
Martin Åberg (Ljusnarsberg, 4 ottobre 1888 – Stoccolma, 1º novembre 1946) è stato un pittore svedese.

## Biografia
Allievo di Carl Wilhelmson tra il 1911 e il 1917, viaggiò in diversi Paesi europei. Alcune sue opere vennero esposte alla mostra di pittura svedese organizzata nel 1929 alla Galleria nazionale dello Jeu de Paume di Parigi. Fu pittore soprattutto paesaggista.